# Homalopoltys
Homalopoltys SIMON, 1895 è la denominazione di un ex-genere della famiglia Araneidae, trasferito, a seguito di uno studio, dall'aracnologo Smith nel 2008 alla famiglia Tetragnathidae e inglobato nel genere Dolichognatha.
Il nome deriva dal greco ὁμαλός, omalòs, cioè piano, uguale, uniforme, liscio e, forse, dal greco Πολτύς, Poltys, Polti, re della Tracia.

## Comportamento
Questi ragni sono noti per la capacità di mimetizzarsi.

## Tassonomia
Le due specie che componevano questo genere sono state inglobate nel genere Dolichognatha e hanno assunto la nuova denominazione:
- Homalopoltys albidus (Simon, 1895) in Dolichognatha albida (Simon, 1895) - Sri Lanka e Thailandia
- Homalopoltys incanescens (Simon, 1895) in Dolichognatha incanescens (Simon, 1895) - Sri Lanka, Borneo, Nuova Guinea, Queensland